# Бурбак-ле-О
Бурба́к-ле-О (фр. Bourbach-le-Haut) — коммуна на северо-востоке Франции в регионе Гранд-Эст (бывший Эльзас — Шампань — Арденны — Лотарингия), департамент Верхний Рейн, округ Тан — Гебвиллер, кантон Серне. До 2015 года коммуна административно входила в состав кантона Мазво (округ Тан).
Площадь коммуны — 6,86 км², население — 408 человек (2006) с тенденцией к стабилизации: 416 человек (2012), плотность населения — 60,6 чел/км².

## Население
Численность населения коммуны в 2011 году составляла 421 человек, а в 2012 году — 416 человек.
| 1962 | 1968 | 1975 | 1982 | 1990 | 1999 | 2006 | 2011 | 2012 |
| ---- | ---- | ---- | ---- | ---- | ---- | ---- | ---- | ---- |
| 216  | 183  | 187  | 231  | 257  | 324  | 408  | 421  | 416  |

Динамика населения:

## Экономика
В 2010 году из 277 человек трудоспособного возраста (от 15 до 64 лет) 223 были экономически активными, 54 — неактивными (показатель активности 80,5%, в 1999 году — 71,0%). Из 223 активных трудоспособных жителей работали 204 человека (112 мужчин и 92 женщины), 19 числились безработными (9 мужчин и 10 женщин). Среди 54 трудоспособных неактивных граждан 14 были учениками либо студентами, 20 — пенсионерами, а ещё 20 — были неактивны в силу других причин.
На протяжении 2011 года в коммуне числилось 170 облагаемых налогом домохозяйств, в которых проживал 421 человек. При этом медиана доходов составила 21838 евро на одного налогоплательщика.